# 吉備真備站

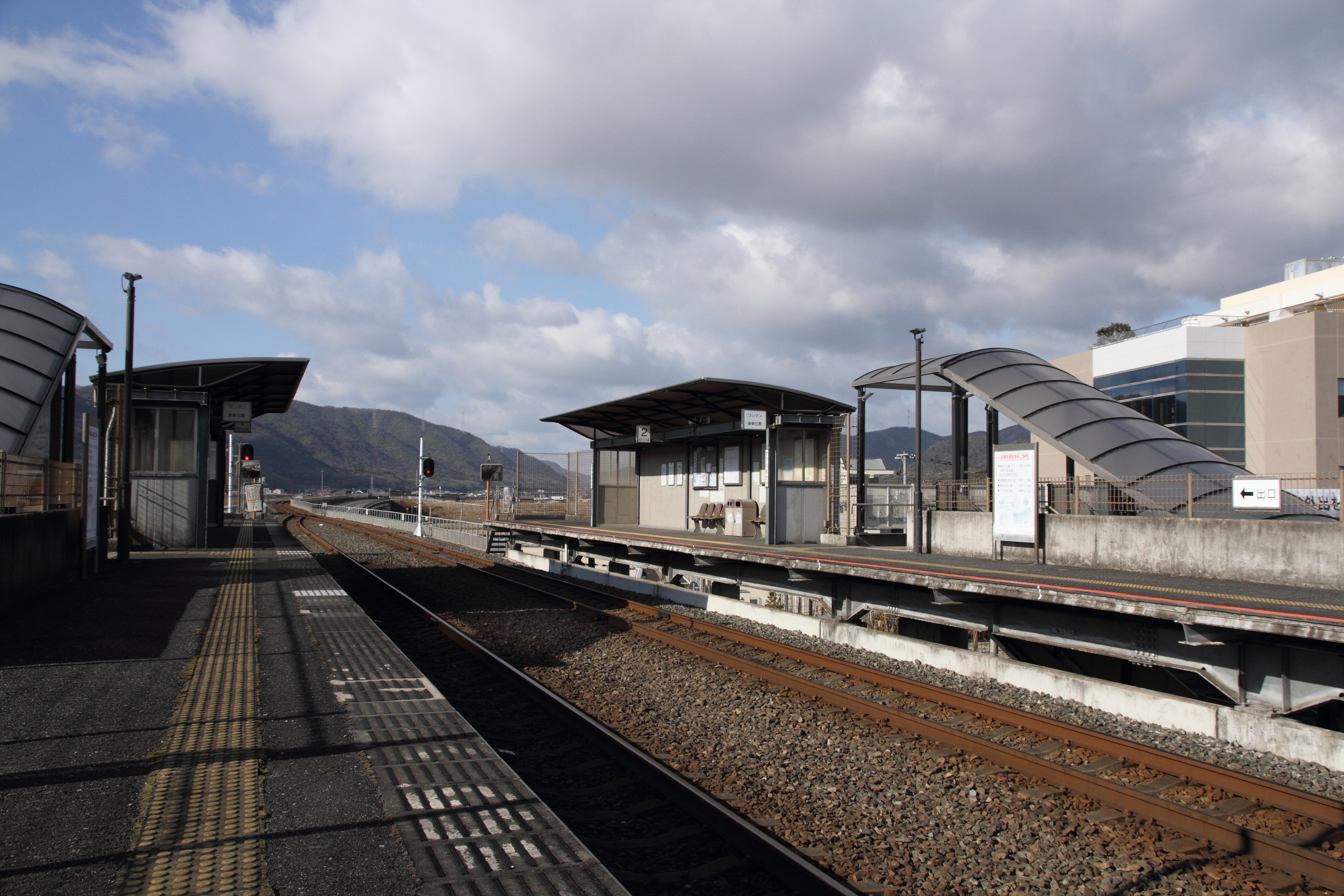
月台（2022年2月）

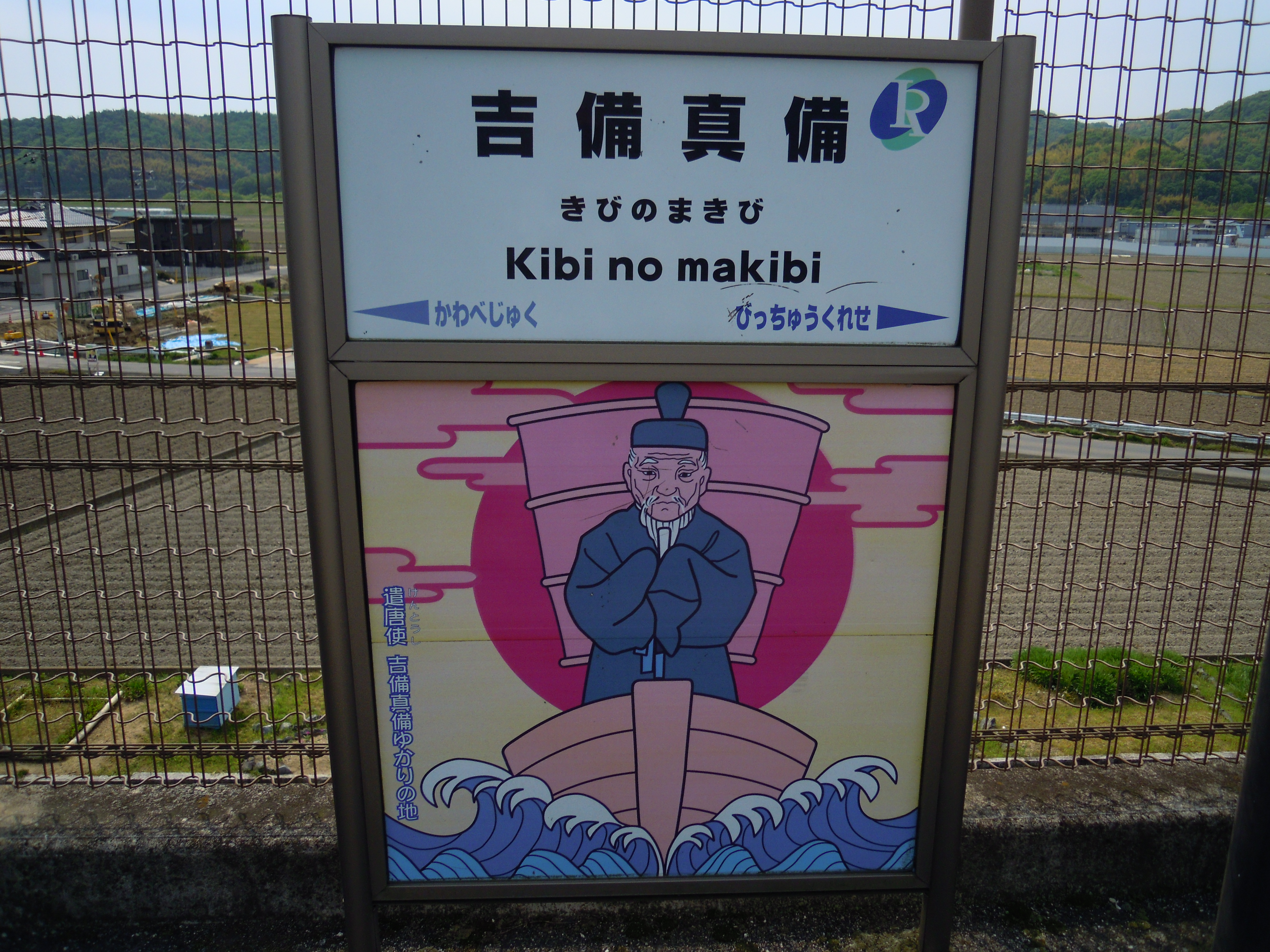
站名牌（2013年5月4日）

吉備真備站（日语：／ Kibi no makibi eki */?）是屬於井原鐵道井原線的車站，位於岡山縣倉敷市真備町箭田別府後。因本站位於吉備真備的故鄉，故以此作為站名。吉備真備是奈良時代的政治家，曾經為遣唐學生。當中，人名和站名的平假名是，町名的平假名。

## 歷史
- 1999年（平成11年）1月11日 - 井原線開通，此站啟用[1]。
- 2018年（平成30年）7月 - 2018年7月西日本豪雨導致車站內發生水浸。

## 構造
本站是高架車站，設有2面2線的相對式月台，可進行列車交會。車站出入口直接連接月台。此站是無人車站，於車站北邊的太田文具店發售車票（假日和年初除外）。站名牌下半部分的圖案描繪了吉備真備。高架橋下設有候車室。此站設有泊車轉乘設施，站前則設有停車場，可停泊30架車輛。

### 月台
| 月台 | 路線    | 上下行 | 方向           |
| ---- | ------- | ------ | -------------- |
| 1    | ■井原線 | 下行   | 井原、神邊方向 |
| 2    | ■井原線 | 上行   | 清音、總社方向 |

2號月台可以讓列車向神邊方向折返，但營業列車不會使用。

## 使用狀況
以下為1日平均乘車人次：
| 年度   | 1日平均 乘車人次 |
| ------ | ---------------- |
| 2018年 | 514              |

## 周邊
- 倉敷市政廳真備分所（日语：倉敷市役所#真備支所）（前真備町（日语：真備町）公所）
- 吉備信用金庫（日语：吉備信用金庫） 真備分店
- 倉敷市立真備陵南高等學校（日语：倉敷市立真備陵南高等学校）（定時制）
- 倉敷市立真備中學（日语：倉敷市立真備中学校）
- 倉敷市立箭田小學
- 箭田郵局
- 國道486號（日语：国道486号）
- 真備紀念醫院
- Life Town真備
- 真備廣場（松阪）

## 其他
在吉備國車站中，車站中多以「備前○○站」、「備中○○站」、「備後○○站」命名。但是全國車站中，只有此站以「吉備○○站」命名。前述已經提及，此站的名稱取自人名，因此此車站便作為一個例外，以「吉備○○站」命名。日本國內沒有其他車站以「真備」為名稱。

## 相鄰車站
井原鐵道
■井原線
川邊宿－吉備真備－備中吳妹

## 注腳
1. 1 2 3 4  . 鐵道畫刊 (鐵道畫刊社). 1999-04, 33 (4): 70–74.
2. ↑  國土數値情報 不同站的上下車人次數據 （页面存档备份，存于） - 國土交通省，2019年9月3日參閲

## 外部連結
- 吉備真備站 – 井原鐵道 （页面存档备份，存于）（日語）
- 宮本武藏站 - 也是位於岡山縣，車站名稱取自人名的車站。